# Tricking the Government
Pour plus de détails, voir Fiche technique et Distribution.
Tricking the Government est un film américain réalisé par Sidney Olcott, sorti en 1914.
Tourné à Jacksonville, en Floride, ce film a pour principaux interprètes Valentine Grant et Arthur Donaldson.

## Fiche technique
- Titre : Tricking the Government
- Réalisation : Sidney Olcott
- Scénario :
- Photographie :
- Décors :
- Société de production : Sidney Olcott Players
- Société de distribution : Warner's Feature
- Pays d'origine :  États-Unis
- Langue : Anglais
- Métrage : 900 métres
- Format : Noir et blanc — 35 mm — 1,33:1 — Muet
- Genre : Film dramatique, Film policier
- Durée : 30 minutes
- Dates de sortie : 
  -  États-Unis : 22 juin 1914

## Distribution
- Valentine Grant : la fille de Moonshiner
- Arthur Donaldson : le responsable des finances

## À noter
- Le film a été tourné à Jacksonville, en Floride, durant l'hiver 1914.